# UFC 227
UFC 227: Dillashaw vs. Garbrandt 2 — турнир по смешанным единоборствам, проведенный организаций Ultimate Fighting Championship 4 августа 2018 года на спортивном комплексе «Стэйплс-центр» в Лос-Анджелесе, штат Калифорния.

## Результаты турнира
В главном бою вечера Ти Джей Диллашоу победил Коди Гарбрандта техническим нокаутом в 1-м раунде и защитил титул чемпиона UFC  в легчайшем весе.
В соглавном бою Генри Сехудо победил Деметриуса Джонсона раздельным решением судей и завоевал титул чемпиона UFC в наилегчайшем весе.
| Бой п/п | Весовая категория    | Участники и результат боя                    | Участники и результат боя | Участники и результат боя | Участники и результат боя | Участники и результат боя | Участники и результат боя | Участники и результат боя | Способ победы                                          | Раунд | Время |
|         |                      | Главный кард (PPV)                           |                           |                           |                           |                           |                           |                           |                                                        |       |       |
| Бой 12  | Легчайший вес        |                                              | Ти Джей Диллашоу          | Ч                         | поб.                      |                           | Коди Гарбрандт            |                           | Технический нокаут (удар коленом в голову и добивание) | 1     | 4:10  |
| Бой 11  | Наилегчайший вес     |                                              | Генри Сехудо              |                           | поб.                      |                           | Деметриус Джонсон         | Ч                         | Раздельное решение (48–47, 47–48, 48–47)               | 5     | 5:00  |
| Бой 10  | Полулёгкий вес       |                                              | Ренату Мойкану            |                           | поб.                      |                           | Каб Свонсон               |                           | Сдача, удушающий приём (удушение сзади)                | 1     | 4:15  |
| Бой 9   | Жен. минимальный вес |                                              | Джей Джей Олдрич          |                           | поб.                      |                           | Полиана Виана             |                           | Единогласное решение (29–28, 29–28, 29–27)             | 3     | 5:00  |
| Бой 8   | Средний вес          |                                              | Тиагу Сантус              |                           | поб.                      |                           | Кевин Холланд             |                           | Единогласное решение (29–27, 29–27, 29–26)             | 3     | 5:00  |
|         |                      | Предварительный кард (FX)                    |                           |                           |                           |                           |                           |                           |                                                        |       |       |
| Бой 7   | Легчайший вес        |                                              | Педру Муньюс              |                           | поб.                      |                           | Бретт Джонс               |                           | Единогласное решение (30–26, 29–28, 29–27)             | 3     | 5:00  |
| Бой 6   | Легчайший вес        |                                              | Рикки Симон               |                           | поб.                      |                           | Монтел Джексон            |                           | Единогласное решение (30–27, 30–27, 29–28)             | 3     | 5:00  |
| Бой 5   | Легчайший вес        |                                              | Рикарду Рамус             |                           | поб.                      |                           | Кён Хо Кан                |                           | Раздельное решение (29–28, 28–29, 29–28)               | 3     | 5:00  |
| Бой 4   | Полулёгкий вес       |                                              | Шеймон Мораис             |                           | поб.                      |                           | Мэтт Сейлз                |                           | Единогласное решение (29–28, 29–28, 29–28)             | 3     | 5:00  |
|         |                      | Ранний предварительный кард (UFC Fight Pass) |                           |                           |                           |                           |                           |                           |                                                        |       |       |
| Бой 3   | Наилегчайший вес     |                                              | Алекс Перес               |                           | поб.                      |                           | Хосе Торрес               |                           | Нокаут (удары руками в голову)                         | 1     | 3:36  |
| Бой 2   | Жен. минимальный вес |                                              | Чжан Вэйли                |                           | поб.                      |                           | Даниэлль Тейлор           |                           | Единогласное решение (29–28, 29–28, 29–28)             | 3     | 5:00  |
| Бой 1   | Легчайший вес        |                                              | Марлон Вера               |                           | поб.                      |                           | Улицзи Бужень             |                           | Нокаут (удар по корпусу)                               | 2     | 4:53  |

## Награды
Следующие бойцы получили бонусные выплаты в размере $50 000:
- Лучший бой вечера: Генри Сехудо — Деметриус Джонсон
- Выступление вечера: Ти Джей Диллашоу и Ренату Мойкану

## Выплаты
Ниже приводятся суммы официальных выплат, опубликованные Атлетической Комиссией штата Калифорния. Они не включают спонсорских денег, прибыли за продажу платных трансляций и призовых за награды. Общая выплата на мероприятие $866,000.
- Ти Джей Диллашоу: $350,000 (нет победных бонусов) поб. Коди Гарбрандт: $200,000
- Генри Сехудо: $100,000 (нет победных бонусов) поб. Деметриус Джонсон: $380,000
- Ренату Мойкану: $52,000 (включая бонус за победу $26,000) поб. Каб Свонсон: $90,000
- Джей Джей Олдрич: $36,000 (включая бонус за победу $18,000) поб. Польяна Виана: $12,000
- Тиагу Сантус: $96,000 (включая бонус за победу $48,000) поб. Кевин Холланд: $13,000
- Педру Муньюс: $84,000 (включая бонус за победу $42,000) поб. Бретт Джонс: $22,000
- Рики Саймон: $24,000 (включая бонус за победу $12,000) поб. Монтел Джексон: $10,000
- Рикардо Рамос: $28,000 (включая бонус за победу $14,000) поб. Кён Хо Кан: $16,000
- Шеймон Мораес: $20,000 (включая бонус за победу $10,000) поб. Мэтт Сейлес: $10,000
- Алекс Перес: $28,000 (включая бонус за победу $14,000) поб. Хосе Торрес: $14,000
- Вейли Жанг: $28,000 (включая бонус за победу $14,000) поб. Даниэль Тэйлор: $20,000
- Марлон Вера: $64,000 (включая бонус за победу $32,000) поб. Вулиджи Бурен: $10,000